# Вильнюсское районное самоуправление
Вильнюсское районное самоуправление (лит. Vilniaus rajono savivaldybė, до 1995 — Ви́льнюсский райо́н) — муниципальное образование в Вильнюсском уезде на юго-востоке Литвы.

## Положение и общая характеристика
Район с севера, юга и востока окружает территорию самоуправления города Вильнюса. Администрация района располагается в Вильнюсе. Один из самых больших по занимаемой территории районов в Литве. Его площадь — 2129,15 км², из них 98 236 га занимают сельскохозяйственные угодья, 80 803 га — леса, 5136 га — водоёмы, 5367 га — дороги, 16 854 га — земли другого назначения.

## История
Вильнюсский район образован 20 июня 1950 года. В 1950—1953 годах входил в Вильнюсскую область. 7 декабря 1959 года к Вильнюсскому району присоединили Ново-Вильняский район. Герб Вильнюсского районного самоуправления был утверждён 20 декабря 1999 года.

## Население
| 1996     | 1997    | 1998    | 1999    | 2000    | 2001    | 2002     | 2003    | 2004    |
| -------- | ------- | ------- | ------- | ------- | ------- | -------- | ------- | ------- |
| 84 550   | ↗85 581 | ↗86 972 | ↗87 397 | ↗88 091 | ↗88 492 | ↗88 807  | ↗89 405 | ↗91 284 |
| 2005     | 2006    | 2007    | 2008    | 2009    | 2010    | 2011     | 2012    | 2013    |
| ↗92 576  | ↗93 324 | ↗93 835 | ↗94 669 | ↗95 700 | ↗95 939 | ↘95 313  | ↗95 650 | ↘95 035 |
| 2014     | 2015    | 2016    | 2017    | 2018    | 2019    | 2020     | 2021    | 2022    |
| ↘95 031  | ↗95 620 | ↘95 189 | ↗95 940 | ↗96 575 | ↗98 456 | ↗100 146 | ↘96 295 | ↗98 001 |
| 2023     |         |         |         |         |         |          |         |         |
| ↗101 943 |         |         |         |         |         |          |         |         |

Население — 104,16 тыс. человек. Из них (по данным переписи 2011 года): 52,07 % — поляки, 32,47 % — литовцы, 8,01 % — русские, 4,17 % — белорусы и 3,28 % — представители других национальностей.

## Населённые пункты
- 1 город — Неменчине;
- 4 местечка — Бездонис, Майшагала, Мицкунай и Шумскас;
- 1091 деревня.

Численность населения (2011):
- Неменчине — 5054;
- Скайдишкес — 4133;
- Рудамина — 3981;
- Пагиряй — 3451;
- Диджёйи-Реше — 2520;
- Немежис — 2498;
- Авиженяй — 2125;
- Вальчюнай — 1874;
- Юодшиляй — 1744;
- Зуюнай — 1660;
- Майшягала — 1636;
- Кальвяляй — 1592.

## Административное деление
Районное самоуправление включает 23 староства:
- Авиженское (Авиженю) (лит. Avižienių seniūnija; Авиженяй)
- Бездонское (Бездоню) (лит. Bezdonių seniūnija; Бездонис)
- Буйвиджяйское (Буйвиджю) (лит. Buivydžių seniūnija; Буйвиджяй)
- Дукштское (Дукшту) (лит. Dūkštų seniūnija; Дукштос)
- Зуюнское (Зуюну) (лит. Zujūnų seniūnija; Зуюнай)
- Калвяльское (Кальвялю) (лит. Kalvelių seniūnija; Кальвяляй)
- Лаворишкское (Лаворишкю) (лит. Lavoriškių seniūnija; Лаворишкес)
- Майшагальское (Майшагалос) (лит. Maišiagalos seniūnija; Майшагала)
- Мариямпольское (Мариямполё) (лит. Marijampolio seniūnija; Мариямполис)
- Медининкское (Медининку) (лит. Medininkų seniūnija; Медининкай)
- Мицкунское (Мицкуну) (лит. Mickūnų seniūnija; Мицкунай)
- Неменчинское (Неменчинес) (лит. Nemenčinės seniūnija; Неменчине)
- города Неменчине (лит. Nemenčinės miesto seniūnija; Неменчине)
- Немежисское (Немежё) (лит. Nemėžio seniūnija; Немежис)
- Пабяржское (Пабяржес) (лит. Paberžės seniūnija; Пабярже)
- Пагиряйское (Пагирю) (лит. Pagirių seniūnija; Пагиряй)
- Решское (Решес) (лит. Riešės seniūnija; Диджёйи-Реше)
- Рудаминское (Рудаминос) (лит. Rudaminos seniūnija; Рудамина)
- Рукайняйское (Рукайню) (лит. Rukainių seniūnija; Рукайняй)
- Судервеское[пол.] (Судервес) (лит. Sudervės seniūnija; Судерве)
- Сужонское (Сужёню) (лит. Sužionių seniūnija; Сужёнис)
- Шатрининкское (Шатрининку) (лит. Šatrininkų seniūnija; Шатрининкай)
- Юодшиляйское (Юодшилю) (лит. Juodšilių seniūnija; Юодшиляй)

## Достопримечательности

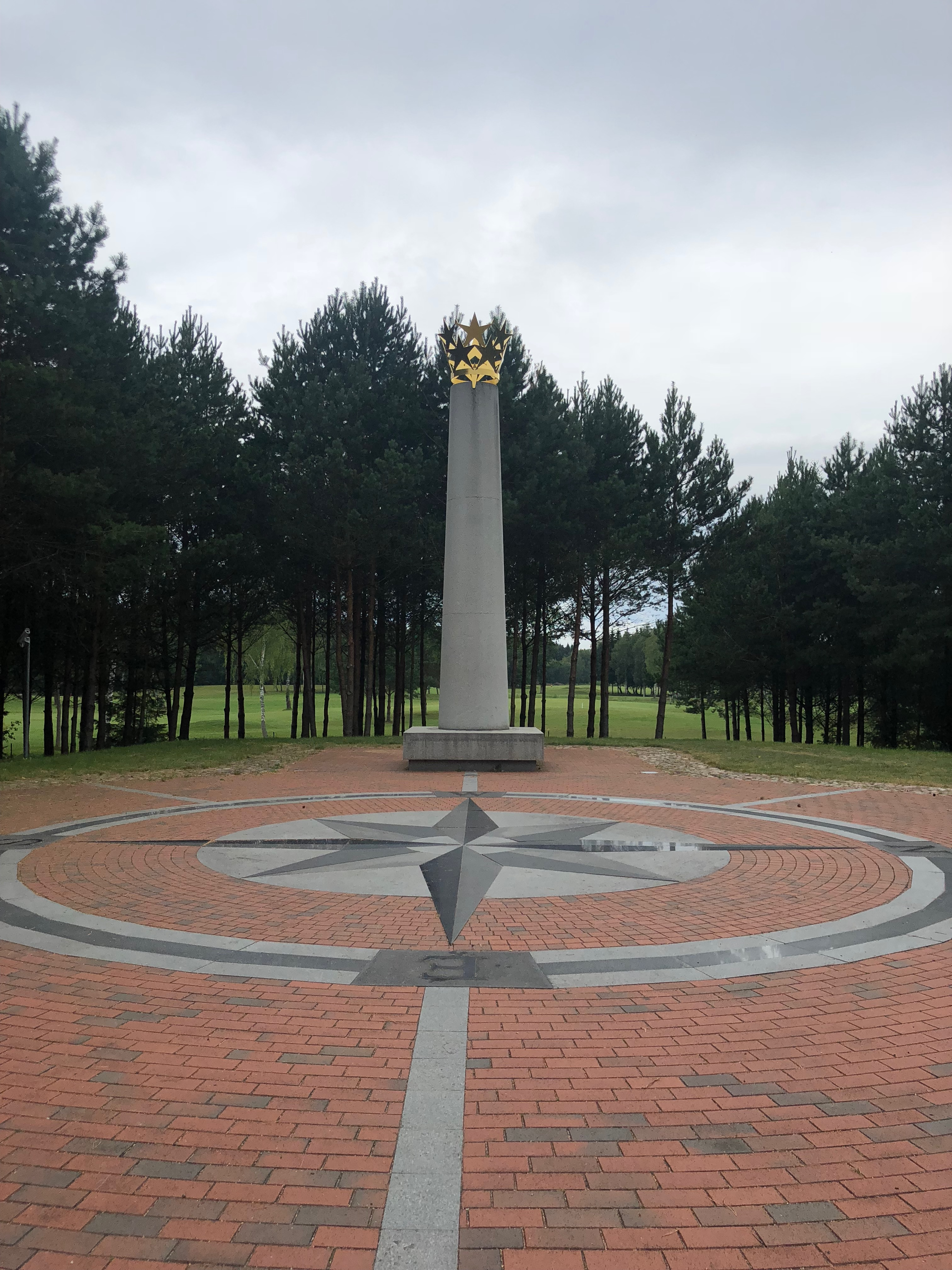
Центр Европы

- Медининкайский замок
- Музей Владислава Сырокомли
- Парк Европы